# November 1987
Portal Geschichte | Portal Biografien | Aktuelle Ereignisse | Jahreskalender | Tagesartikel

◄ |
19. Jahrhundert |
20. Jahrhundert
| 21. Jahrhundert

◄ |
1950er |
1960er |
1970er |
1980er
| 1990er | 2000er | 2010er | ►

◄ |
1983 |
1984 |
1985 |
1986 |
1987
| 1988 | 1989 | 1990 | 1991 | ►

◄ |
August 1987 |
September 1987 |
Oktober 1987 |
November 1987 |
Dezember 1987 |
Januar 1988 |
Februar 1988 |
►
Dieser Artikel behandelt aktuelle Nachrichten und Ereignisse im November 1987.

## Tagesgeschehen

### Sonntag, 1. November 1987

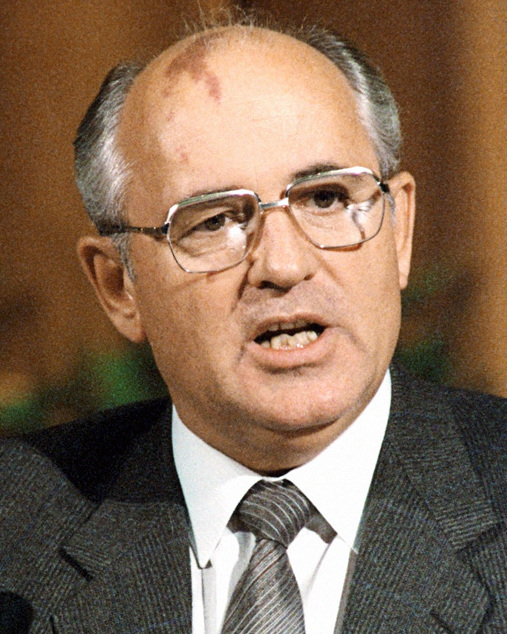
Michail Gorbatschow

- Bonn/Deutschland: Der Ministerpräsident von Rheinland-Pfalz Bernhard Vogel (CDU) tritt sein Amt als Präsident des Bundesrates an.[1]
- Moskau/Sowjetunion: Auf Bitten westlicher Verleger publiziert Michail Gorbatschow (KPdSU), de facto Staatsoberhaupt der Sowjetunion, das Buch „Perestroika“, in dem er die Grundlagen der Demokratisierung der UdSSR erläutert.[2]

### Montag, 2. November 1987

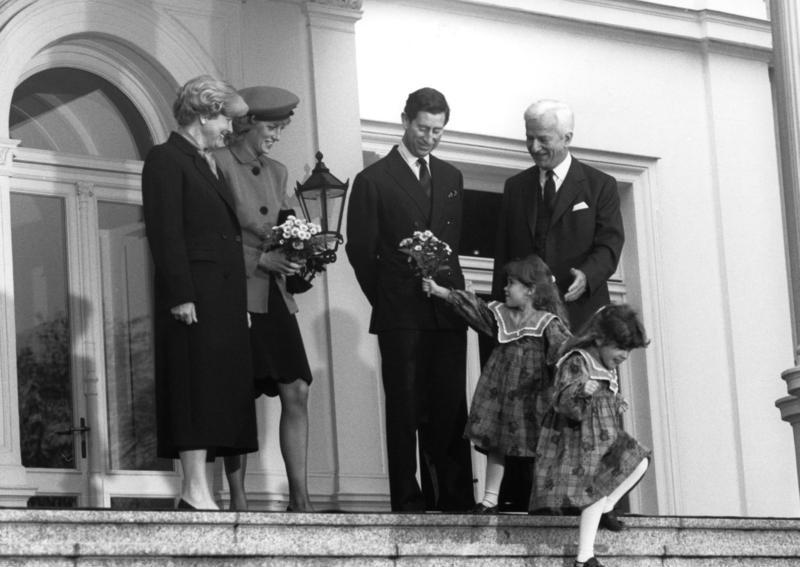
Ehepaar Weizsäcker, Lady Diana, Prince Charles

- Bonn/Deutschland: In der Bundeshauptstadt trifft auf Einladung des deutschen Bundespräsidenten Richard von Weizsäcker das Thronfolgerpaar der britischen Monarchie ein, Prinz Charles und Prinzessin Diana. Es ist der Auftakt zu einer fünftägigen Reise durch die Republik.[3]
- Rüsselsheim/Deutschland: Der 33-jährige Andreas Eichler gibt während einer Demonstration gegen die Startbahn West des Frankfurter Flughafens 14 Schüsse aus einer Pistole auf Polizeibeamte der Bereitschaftspolizei ab. Zwei Beamte werden tödlich getroffen und sieben weitere zum Teil schwer verletzt.[4]

### Mittwoch, 4. November 1987
- München/Deutschland: Der Landesverband Bayern e. V. im Börsenverein des Deutschen Buchhandels und die Stadt München verleihen den Literaturpreis Geschwister-Scholl-Preis an das Buch Störfall der deutschen Schriftstellerin Christa Wolf.[5]

### Samstag, 7. November 1987
- Tunis/Tunesien: In einem unblutigen Umsturz gelingt Premierminister Zine el-Abidine Ben Ali von der Sozialistischen Destur-Partei (PSD) die Entmachtung des Staatspräsidenten Habib Bourguiba. Über das staatliche Radio lässt er sich als neuer Präsident ausrufen. Als neuen Premierminister setzt Ben Ali seinen Parteikollegen und bisherigen Sozialminister Hédi Baccouche ein. Der entmachtete Bourguiba war einst Mitbegründer der PSD und wurde, nachdem Tunesien seine Unabhängigkeit von Frankreich erlangte, 1957 das erste Staatsoberhaupt der Republik.[6][7]

### Sonntag, 8. November 1987
- Wien/Österreich: Zum achten Mal in Folge entscheidet sich bei der vorverlegten Landtags- und Gemeinderatswahl in der Hauptstadt die absolute Mehrheit der Wähler für die SPÖ. Die ÖVP mit rund 28,4 % der Stimmen und die FPÖ mit circa 9,7 % Stimmenanteil bilden im Wiener Gemeinderat und Landtag weiterhin die Opposition.[8][9]

### Montag, 9. November 1987
- Cincinnati/Vereinigte Staaten: Der Hersteller von Konsumgütern Procter & Gamble gibt den erfolgreichen Abschuss der Übernahme des Mainzer Unternehmens Blendax GmbH bekannt, dessen Jahresumsatz zuletzt bei 550 Millionen D-Mark lag.[10][11]

### Mittwoch, 11. November 1987

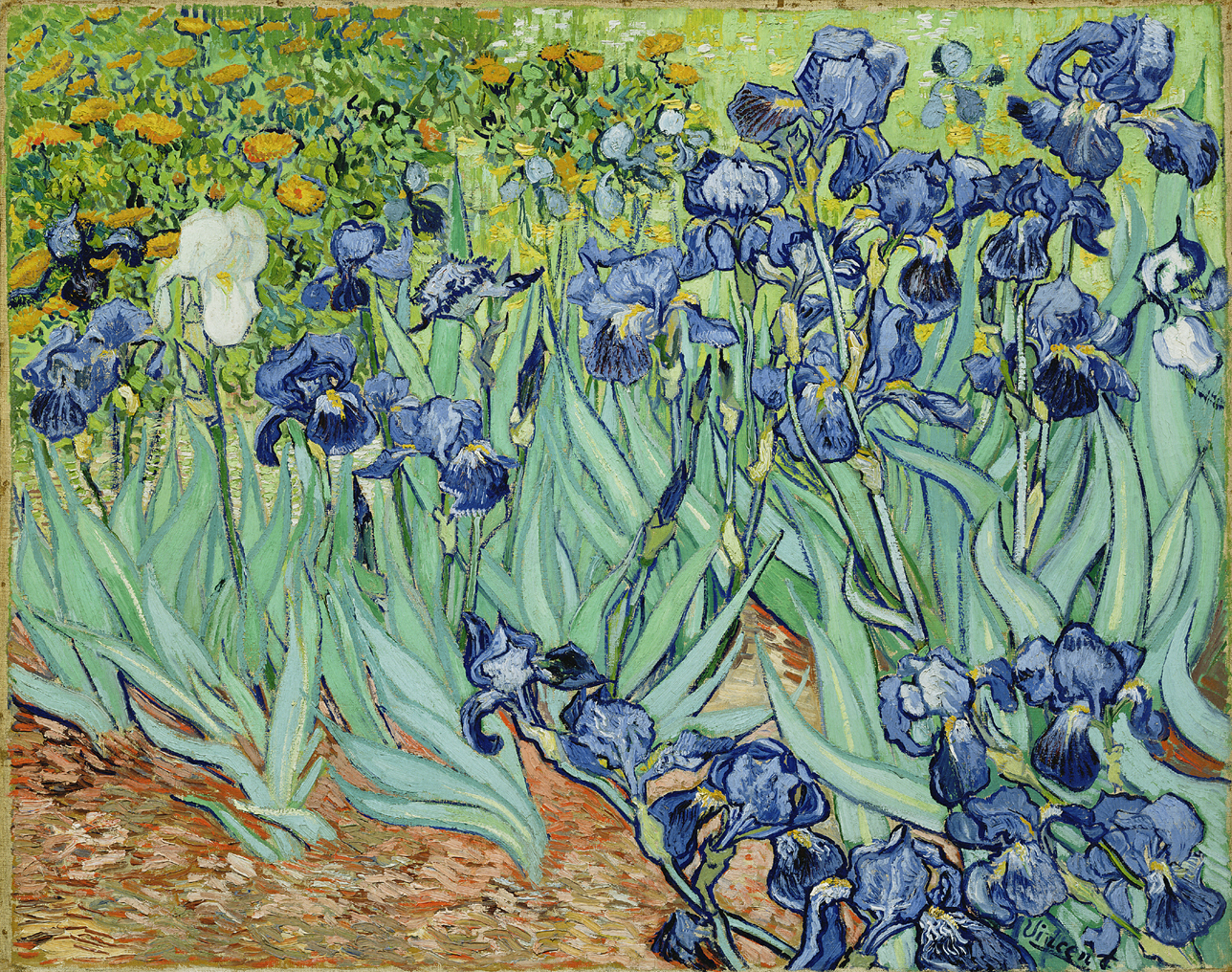
Van Gogh: Schwertlilien (1889)

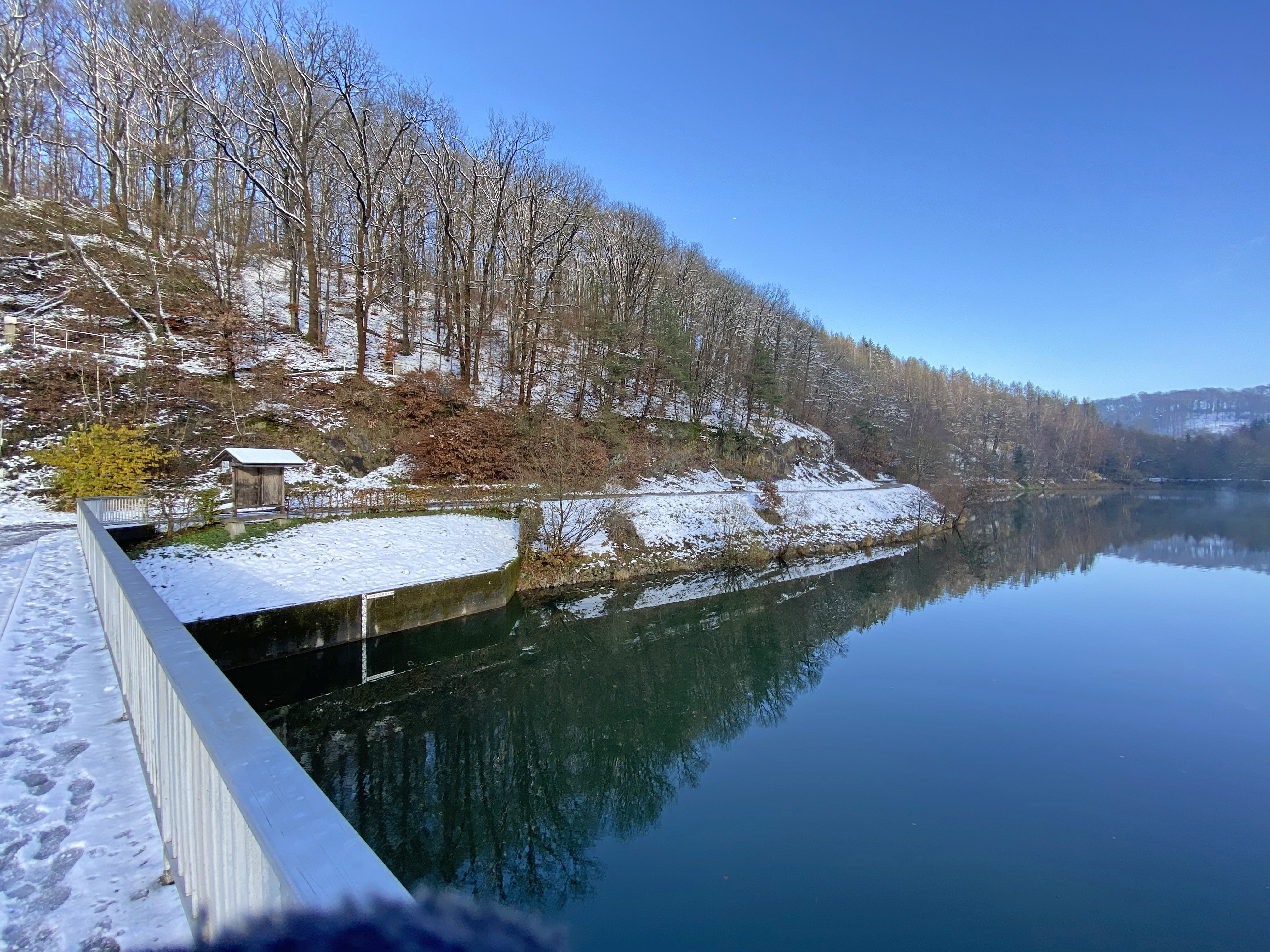
An der Wuppertalsperre

- Hamburg/Deutschland: Der Senat zieht im Konflikt um besetzte Häuser in der Hafen- und der Bernhard-Nocht-Straße in Sankt Pauli, die hauptsächlich der Siedlungs-Aktiengesellschaft Altona gehören, sein Vertragsangebot an den Verein Hafenstraße e. V. zur Verpachtung der Liegenschaften an den Verein zurück. Diesen Schritt begründete der Erste Bürgermeister Klaus von Dohnanyi (SPD) am Vortag damit, dass die Barrikaden an den besetzten Häusern nicht wie vom Senat gewünscht entfernt wurden.[12]
- Hamburg/Deutschland: Das Max-Planck-Institut für Meteorologie und die Universität Hamburg gründen das Deutsche Klimarechenzentrum. Zwei Supercomputer der Hersteller Cray Research sowie CDC mit Rechenleistungen von 2 beziehungsweise 0,2 Gleitkomma-Operationen pro Sekunde sollen ab 1988 die Projektion des zukünftigen Klimageschehens ermöglichen.[13]
- New York/Vereinigte Staaten: Auf einer Auktion von Sotheby’s wird das 1889 von Vincent van Gogh geschaffene Gemälde Schwertlilien für das Gebot von 53,9 Millionen US-Dollar an den australischen Unternehmer Alan Bond verkauft und ist nun das teuerste Gemälde der Welt.[14]
- Radevormwald/Deutschland: Im Bergischen Land wird die Wuppertalsperre eingeweiht. Das Bauwerk soll u. a. die Anrainer der Wupper vor Hochwasser schützen sowie einen Mindest-Wasserstand des Flusses sicherstellen.[15]

### Donnerstag, 12. November 1987
- Berlin/Deutschland: Anlässlich einer vom Staatsrat der DDR im Juli beschlossenen Generalamnestie werden knapp 20.000 Personen in die Freiheit entlassen. Die meisten von ihnen waren in Haftarbeitslagern interniert.[16]
- Peking/China: Die amerikanische Fast-Food-Kette Kentucky Fried Chicken eröffnet ihre erste Filiale in der Volksrepublik China und verkauft am ersten Tag 2.200 Tüten mit gebratenem Hühnerfleisch; frei von jeglicher Konkurrenz, die vergleichbare Ware und Ambiente bieten könnte.[17]

### Sonntag, 15. November 1987
- Brașov/Rumänien: Rund 20.000 Menschen erheben sich gegen die Wirtschaftspolitik von Autokrat Nicolae Ceaușescu (PCR). Der Aufstand bricht aus, als die Arbeiter eines Fahrzeugbau-Kombinats am Ende der Nachtschicht aufgefordert werden, ihre Stimmen bei der Wahl zum Volksrat abzugeben. Stattdessen ziehen sie in die Innenstadt, skandieren Parolen wie „Nieder mit dem Kommunismus!“, besetzen das Rathaus und plündern, bis Polizei und Militär gegen Abend die Kontrolle über den Aufstand gewinnen.[18]

### Montag, 16. November 1987
- Hamburg/Deutschland: Der Erste Bürgermeister Klaus von Dohnanyi (SPD) entscheidet, dass die Hausbesetzer in der Hafen- und der Bernhard-Nocht-Straße in Sankt Pauli einen Pachtvertrag erhalten, wenn sie und ihre Sympathisanten alle Barrikaden beseitigen sowie die „Zugänglichkeit“ der betreffenden Häuser herstellen. Von Dohnanyi widersetzt sich damit internen und öffentlichen Forderungen nach Zwangsräumung der Gebäude, um eine weitere Eskalation der aktuellen Krawalle zu verhindern.[19]
- Karlsruhe/Deutschland: Der Präsident des Bundesverfassungsgerichts Wolfgang Zeidler tritt in den Ruhestand. Die Nachfolge übernimmt Roman Herzog.[20]

### Mittwoch, 18. November 1987

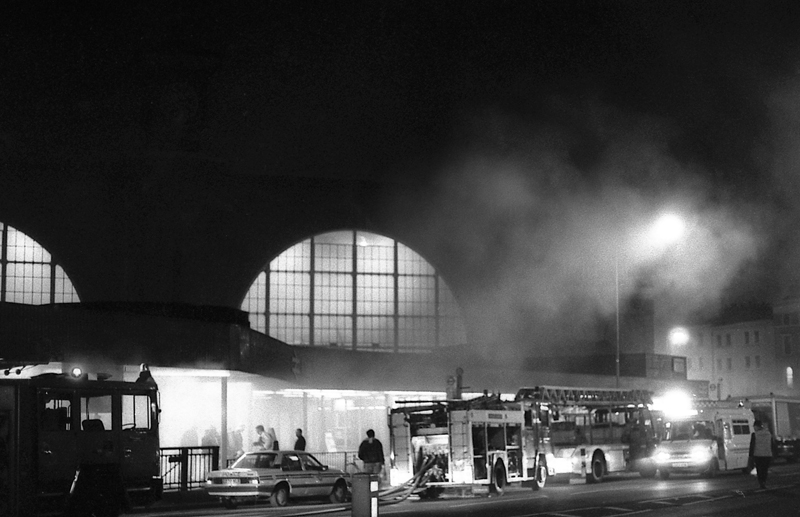
Feuer im Bahnhof King’s Cross St. Pancras

- London/Vereinigtes Königreich: Im Tunnelsystem der U-Bahn-Station King’s Cross St. Pancras wirft eine Person ein brennendes Streichholz weg. Das Feuer entwickelt sich zu einem Schwelbrand und bald darauf steht der Bahnhof in Flammen. Insgesamt kommen 31 Menschen ums Leben.[21]

### Dienstag, 24. November 1987
- Peking/China: Der Ständige Ausschuss des Nationalen Volkskongresses ernennt den Stellvertretenden Ministerpräsidenten Li Peng von der Kommunistischen Partei zum neuen Ministerpräsidenten des Landes.[22]

### Donnerstag, 26. November 1987
- Duisburg/Deutschland: Im Stahlwerk Rheinhausen der Krupp Stahl AG verbreitet sich das Gerücht, dass der Standort mit seinen 5.300 Mitarbeitern geschlossen wird.[23]

### Montag, 30. November 1987
- Duisburg/Deutschland: Die Entscheidung der Stahlerzeuger Krupp, Mannesmann und Thyssen für eine engere Kooperation aus wirtschaftlichen Gründen wird vom Krupp-Vorstandsvorsitzenden Gerhard Cromme auf einer Belegschaftsversammlung in Rheinhausen als „das richtige Konzept“ verteidigt. Die Arbeiter bewerfen ihn mit Eiern. Die Schließung des Stahlwerks Rheinhausen wollen sie durch einen Arbeitskampf verhindern.[24]
- Jaffna/Sri Lanka: Im Bürgerkrieg meldet Dipender Singh für die Einnahme der von Tamilen bewohnten Stadt durch die Streitkräfte im vergangenen Monat rund 300 Todesopfer auf Seiten der Armee und circa 1.100 Todesopfer unter den bewaffneten Kämpfern der Befreiungstiger von Tamil Eelam.[25]

## Weblinks

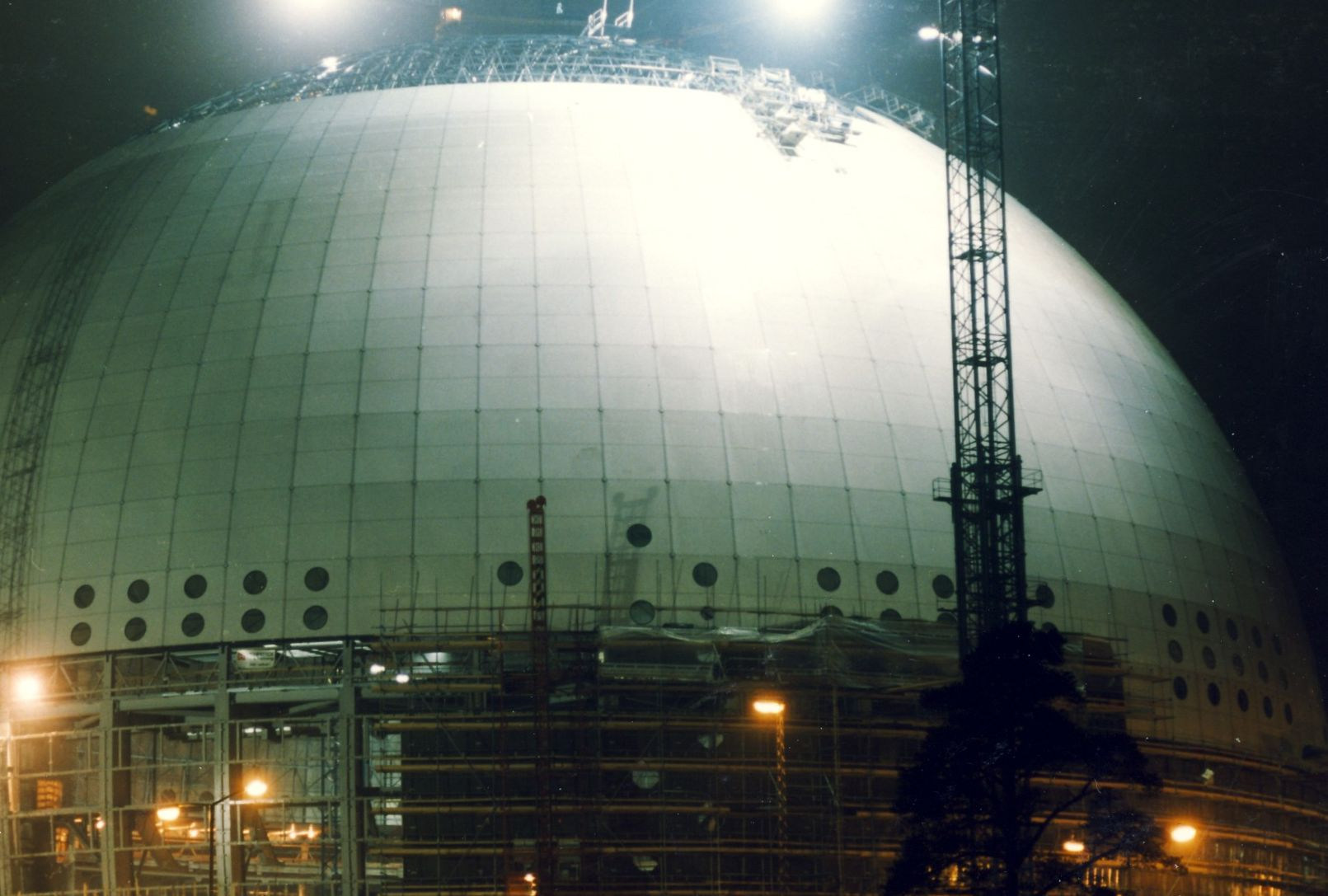
Stockholm im November 1987